# Nanoro
 (août 2024).
La mise en forme du texte ne suit pas les recommandations de Wikipédia : il faut le « wikifier ».
Les points d'amélioration suivants sont les cas les plus fréquents :
- Les titres sont pré-formatés par le logiciel. Ils ne sont ni en capitales, ni en gras.
- Le texte ne doit pas être écrit en capitales (les noms de famille non plus), ni en gras, ni en italique, ni en « petit »…
- Le gras n'est utilisé que pour surligner le titre de l'article dans l'introduction, une seule fois.
- L'italique est rarement utilisé : mots en langue étrangère, titres d'œuvres, noms de bateaux, etc.
- Les citations ne sont pas en italique mais en corps de texte normal. Elles sont entourées par des guillemets français : « et ».
- Les listes à puces sont à éviter, des paragraphes rédigés étant largement préférés. Les tableaux sont à réserver à la présentation de données structurées (résultats, etc.).
- Les appels de note de bas de page (petits chiffres en exposant, introduits par l'outil «  Source ») sont à placer entre la fin de phrase et le point final[comme ça].
- Les liens internes (vers d'autres articles de Wikipédia) sont à choisir avec parcimonie. Créez des liens vers des articles approfondissant le sujet. Les termes génériques sans rapport avec le sujet sont à éviter, ainsi que les répétitions de liens vers un même terme.
- Les liens externes sont à placer uniquement dans une section « Liens externes », à la fin de l'article. Ces liens sont à choisir avec parcimonie suivant les règles définies. Si un lien sert de source à l'article, son insertion dans le texte est à faire par les notes de bas de page.
- La présentation des références doit suivre les conventions bibliographiques. Il est recommandé d'utiliser les modèles {{Ouvrage}}, {{Chapitre}}, {{Article}}, {{Lien web}} et/ou {{Bibliographie}}. Le mode d'édition visuel peut mettre en forme automatiquement les références.
- Insérer une infobox (cadre d'informations à droite) n'est pas obligatoire pour parachever la mise en page.

Pour une aide détaillée, merci de consulter Aide:Wikification.
Si vous pensez que ces points ont été résolus, vous pouvez retirer ce bandeau et améliorer la mise en forme d'un autre article.
Nanoro est une commune située dans le département de Nanoro -dont elle est le chef-lieu-, les province de Boulkiemdé et région du Centre-Ouest, au Burkina Faso.

## Histoire
Nanoro est une déformation de « Nanogo », qui veut dire « bon règne ».
Ses premiers occupants furent des Ninissi(s), avec à leur tête un chef puissant du nom de Faogo.
Ce redoutable chef devait être chassé par Naba Zangre, l’ancêtre de la famille Kondombo, descendant direct de Naba Ouedraogo.
Naba Zangre, venu de Ouagadougou, est mort à Soala où il fut inhumé. Son fils Naba Badogdo, qui lui succéda, est le premier à s’installer à Nanoro, après le départ des Ninissi.

## Population
Le département de Nanoro est peuplé en majorité de Mossis, avec quelque Peulhs et Gourounsi.
Les ancêtres des deux quartiers (Tansobingo et Bindayiri) sont venus avec Naba Zangre. Il faut noter qu’il reste encore quelques familles qui descendent des Ninissi, qui s’occupent de la terre et des coutumes.

## Économie
Les habitants de Nanoro vivent essentiellement de l’agriculture et de l’élevage. Le commerce se développe progressivement.

## Liste des chefs ayant regné sur Nanoro
- NABA ZANGRE
- NABA BADOGDO
- NABA NIDGOU
- NABA NAOUMBA
- NABA RIKIM
- NABA PAZIM
- NABA KOUKA
- NABA SIN-NONGRE
- NABA GOGOMA
- NABA BAGBA
- NABA NAPEGMA
- NABA ZAMESBA
- NABA BANSE
- NABA RAGNEGUEME
- NABA RAZOULI
- NABA POAGA
- NABA KOANDINGA
- NABA BOUGOUM
- NABA SORIA
- NABA GUIBO
- NABA WOBGO
- NABA LIGUIDI
- NABA KOABGA
- NABA BAOGO
- NABA SIGUIRI (jusqu'au 9 février 1972)
- NABA TIGRE (du 12 mars 1972 au 10 août 2016)
- NABA KARFO (depuis le 3 décembre 2016)

## Économie
Les habitants de Nanoro vivent essentiellement de l'agriculture, en particulier l'elevage.
Le commerce s'y developpe aussi, progressivement.

## Éducation et santé
Nanoro accueille un Centre médical avec antenne chirurgicale (CMA) pour sa province, ainsi qu'un Centre de santé et de promotion sociale (CSPS) en centre-ville.